# Georg Warsow
Georg Karl Gustav Warsow (* 22. September 1877 in Bütow; † 30. November 1965 in Beuel) war ein deutscher Radrennfahrer.

## Sportliche Laufbahn
Georg Warsow nahm an den Olympischen Spielen 1912 in Stockholm teil. Im Einzelzeitfahren belegte er den 36. Platz und wurde mit dem deutschen Team in der Mannschaftswertung Sechster.